# اسنوهومیش (واشینگتن)
اسنوهومیش (به انگلیسی: Snohomish) شهری در شهرستان اسنوهومیش ایالت واشنگتن است که در سرشماری سال ۲۰۱۰ میلادی، ۹۰۹۸ نفر جمعیت داشته است.